# Cheilodactylus spectabilis
Cheilodactylus spectabilis is een straalvinnige vissensoort uit de familie van de morwongs (Cheilodactylidae). De wetenschappelijke naam van de soort is voor het eerst geldig gepubliceerd in 1872 door Hutton.